# Eric Foner
Eric Foner (New York, 7 febbraio 1943) è uno storico statunitense.
Ha scritto numerose opere circa le vicende politiche degli Stati Uniti, sulla storia del concetto di libertà, sugli inizi del Partito Repubblicano, oltre a lavori incentrati sulle biografie di noti afroamericani e sull'Era della Ricostruzione, ed è un membro della Columbia University dal 1982.  È inoltre autore di svariati libri di testo universitari utilizzati negli Stati Uniti.

## Infanzia ed educazione
Figlio di genitori ebrei, Liza e Jack D. Foner, Eric Foner nacque a New York. Suo padre, uno storico, era anche attivo nei movimenti sindacali e nella campagna per i diritti civili degli afroamericani. Per questi motivi, Foner descrive suo padre come il suo "primo grande insegnante".
Foner iniziò a studiare fisica alla Columbia University fino a quando, durante un seminario con James P. Shenton sulla Guerra civile e sull'Era della Ricostruzione, comprese appieno la sua passione per la storia, laureandosi nel 1963 in tale ambito. Studiò anche all'Università di Oxford, laureandosi nel 1965. Successivamente, Foner tornò alla Columbia University per completare il suo dottorato di ricerca che terminò nel 1969.

## Attività di storico
Foner è uno dei principali storici viventi esperti del periodo successivo alla guerra di secessione americana, l'Era della Ricostruzione, avendo pubblicato opere come Reconstruction: America's Unfinished Revolution, 1863–1877 nel 1989 e più di altri 10 libri sullo stesso tema. I suoi corsi online sulla guerra civile sono disponibili sulla piattaforma ColumbiaX.
Nel 2011, il suo libro The Fiery Trial: Abraham Lincoln and American Slavery  ha vinto il Premio Pulitzer per la storia, il Premio Lincoln, e il Premio Bancroft. Premio, quest'ultimo, già vinto nel 1989 per il sopracitato Reconstruction: America's Unfinished Revolution, 1863–1877. Nel 2000 è stato eletto presidente della American Historical Association. È entrato a far parte della American Philosophical Society nel 2018.
Il suo libro The story of American freedom, pubblicato nel 1999, dispone di una versione italiana, Storia della libertà americana, pubblicato nel 2009 e ripubblicato con il titolo Storia degli Stati Uniti d'America nel 2017.